# Zhang Ziyu
Zhang Ziyu (kinesisk: 张子宇, pinyin: Zhāng Zǐyǔ, født 1. maj 2007) er en kinesisk basketballspiller. Hun er kendt for sin højde som i forskellige kilder er angivet fra 2,20 til 2,26 m. Hun blev kåret som den mest værdifulde spiller i FIBA's U18 Asien-cup 2024.

## Tidligt liv
Zhang blev født den 1. maj 2007 og voksede op i Shandong-provinsen i Kina. Hendes forældre var begge basketballspillere og begyndte at lære hende spillet, da hun var fem år gammel. Da hun gik i første klasse, var hendes højde ifølge Global Times 1,57 m, og i sjette klasse 2,06 m.
Da hun var 14 år, deltog hun i den nationale kinesiske U-15 basketballmesterskabsturneing og hjalp sit hold med at vinde mesterskabet. Hendes højde blev da rapporteret til 2,26 m, og optagelser fra finalen, hvor hun scorede 42 point og havde 25 rebounds og seks blokeringer, gik viralt på social medier, og hun blev kendt for at "tårne sig op over sine modstandere". Hun blev sammenlignet med den kinesiske NBA-stjerne Yao Ming.
I 2022 scorede Zhang 62 point og 13 havde rebounds ved finalen i det nationale U15-mesterskab. Hun var topspilleren for Shandong ved finalen i det nationale U17-mesterskab i 2023 og scorede 30 point og havde 21 rebounds på 26 minutter.

## International karriere
Zhang blev udvalgt til det kinesiske landshold ved FIBA's U18 Asien-cup i 2024. Ifølge FIBA målte hun 2,20 m ved turneringen, andre kilder har rapporteret, at hun er 2,24 m eller 2,26 m. I sin landsholddebut, hvor hun spillede mod Indonesien, fik hun 13 minutters spilletid og scorede 19 point i en 109-50-sejr. I den følgende kamp mod New Zealand scorede hun 36 point og havde 13 rebounds og fire blokeringer. Hun scorede i 80 % af sine skud. Hun fulgte det op med 44 point mod Japan, hvilket var turneringsrekorden, og 14 rebounds. I finalen mod Australien scorede hun 42 point og havde 14 rebounds. Hun blev udnævnt til turneringens All-Star og mest værdifulde spiller i turneringen med et gennemsnit på 35,0 point og 12,8 rebounds pr. kamp; hendes højde og spil under konkurrencen gik viralt og fik international opmærksomhed.